# Dušići
Dušići (cyr. Душићи) – wieś w Czarnogórze, w gminie Tuzi. W 2011 roku liczyła 190 mieszkańców.